# Штеттен (Шаффгаузен)
Штеттен (нім. Stetten SH) — громада  в Швейцарії в кантоні Шаффгаузен, округ Раят.

## Географія
Громада розташована на відстані близько 130 км на північний схід від Берна, 6 км на північний схід від Шаффгаузена.
Штеттен має площу 4,7 км², з яких на 10,8% дозволяється будівництво (житлове та будівництво доріг), 41,4% використовуються в сільськогосподарських цілях, 47,3% зайнято лісами, 0,4% не є продуктивними (річки, льодовики або гори).

## Демографія
2019 року в громаді мешкало 1374 особи (+19,4% порівняно з 2010 роком), іноземців було 19,1%. Густота населення становила 291 осіб/км².
За віковим діапазоном населення розподілялося таким чином: 24,2% — особи молодші 20 років, 59,1% — особи у віці 20—64 років, 16,7% — особи у віці 65 років та старші. Було 515 помешкань (у середньому 2,6 особи в помешканні).
Із загальної кількості 192 працюючих 23 було зайнятих в первинному секторі, 17 — в обробній промисловості, 152 — в галузі послуг.